# Breakbeat (taneční hudba)
Výraz Breakbeat se začal v 90. letech 20. století používat také k popisu skladeb taneční hudby, které sice nemají monotónní rytmus house music, avšak nedají se zvukově zařadit ani do známých kategorií (jungle, 2Step, drum'n'Bass, rave, trip hop, hip hop, dub aj.).
Termín Breakbeat (někdy dokonce Big Beat) začali používat hlavně hudební publicisté, aby vystihli skladby konglomerátu výše uvedených stylů.
V podstatě má breakbeat (hrající se na +/- 135 BPM) blíže spíše taneční hudbě typu techno, house apod., ale není tak masově rozšířen. Zařazení mezi styly drum and bass, rave a hip hop je dáno zejména touto komunitou lidí, kteří si breakbeat oblíbili.
Breakbeat zdůrazňuje, že údery v taktu nejsou rozmístěny pravidelně v celých dobách (celá nota), avšak i v dobách půlových, čtvrtinových resp. osminových.